# Kościół św. Michała Archanioła we Wrocławiu
Kościół św. Michała Archanioła we Wrocławiu-Ołbinie – neogotycka budowla położona przy skrzyżowaniu ulic Bolesława Prusa i Wyszyńskiego we Wrocławiu, na osiedlu Ołbin.
Jest kościołem parafialnym parafii św. Michała Archanioła we Wrocławiu.

## Historia

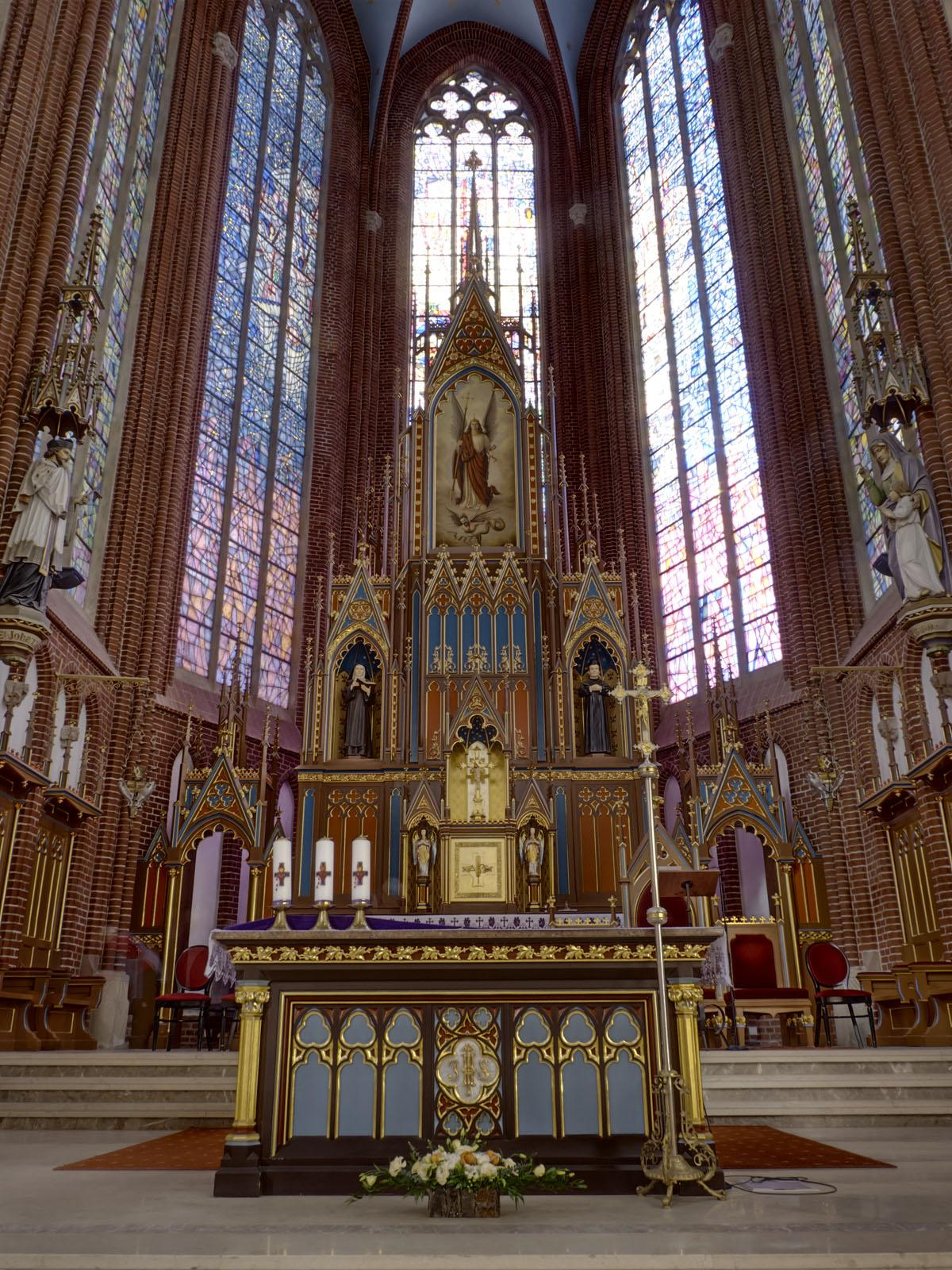
Ołtarz

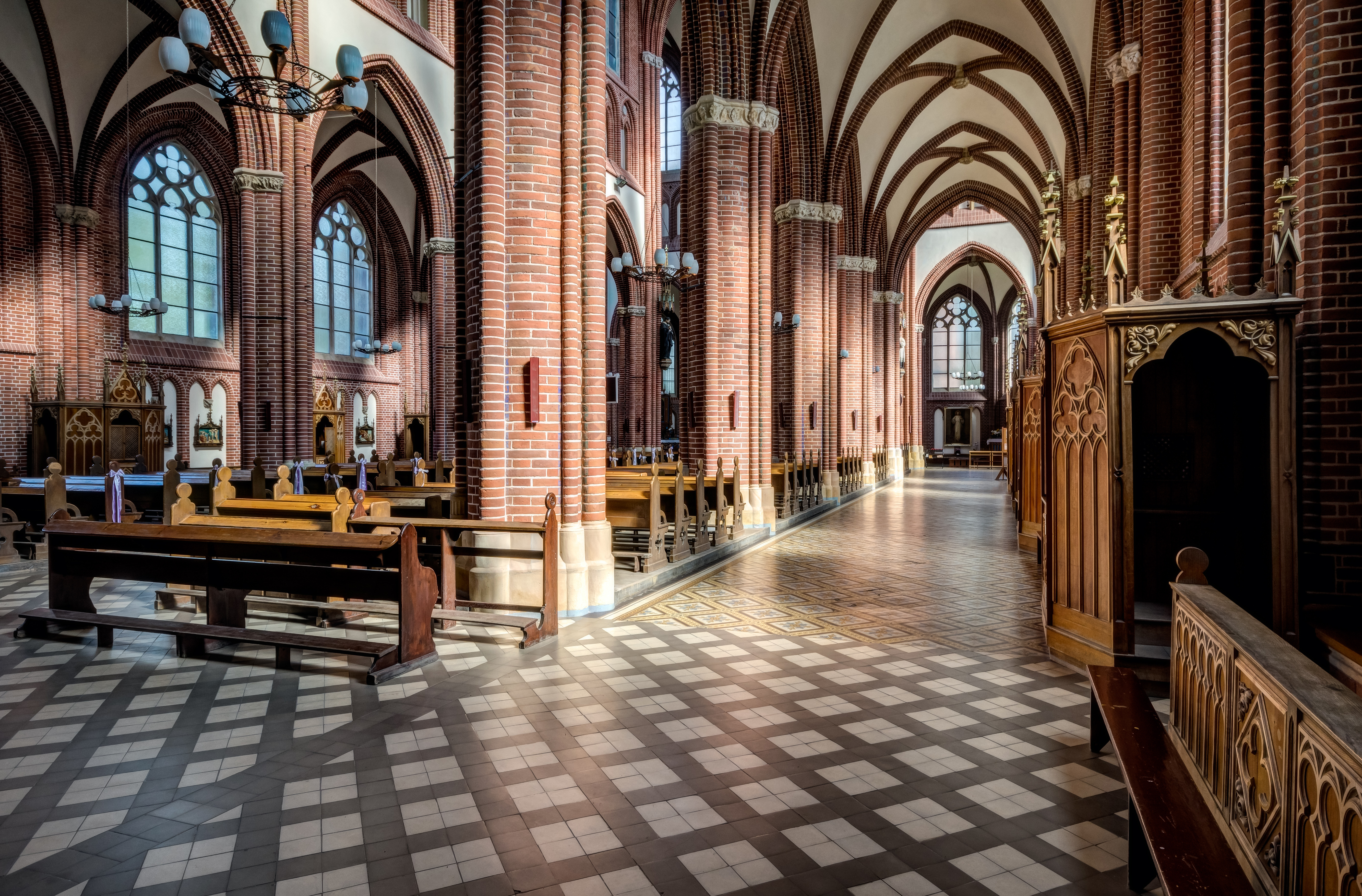
Wnętrze

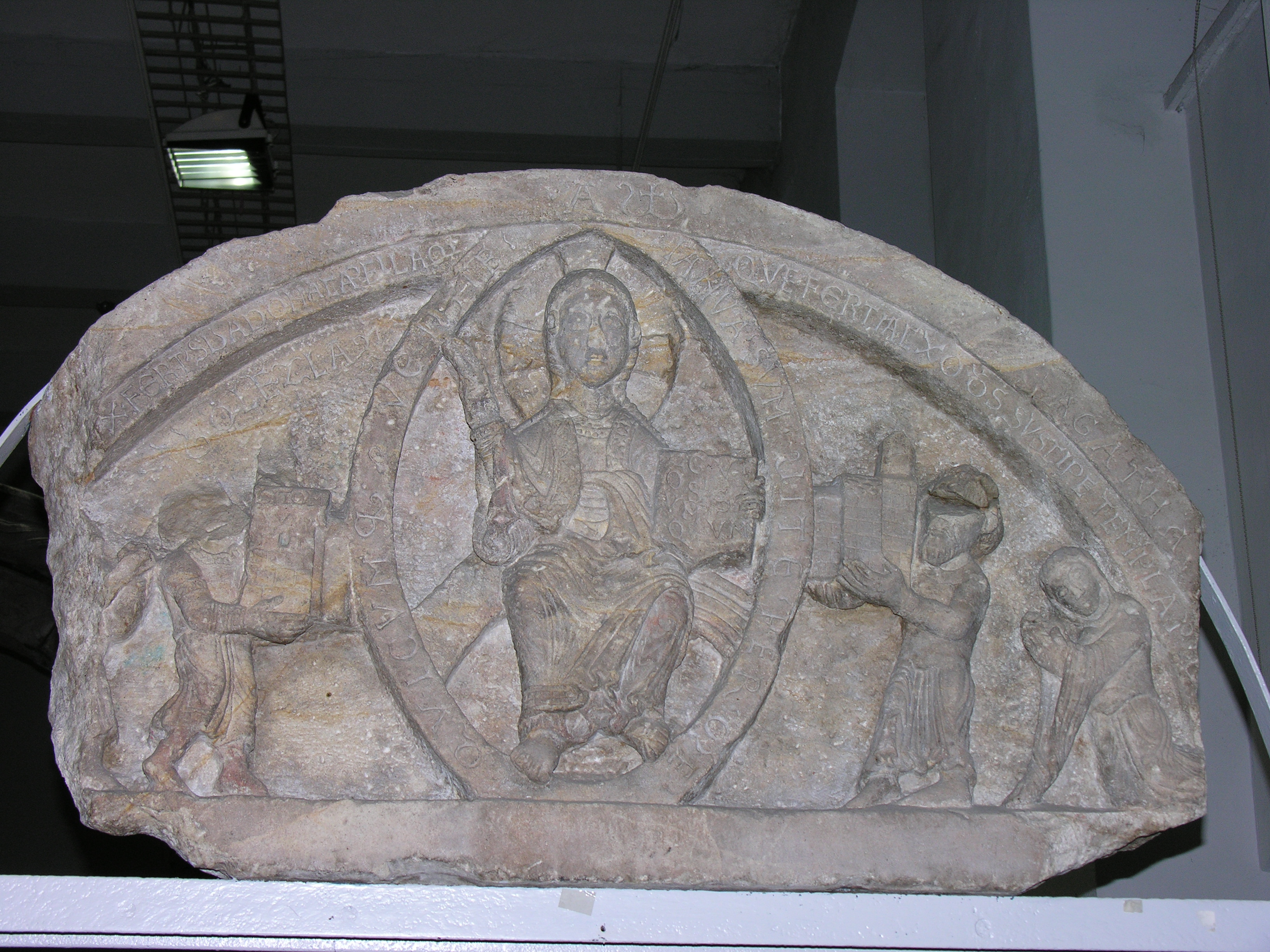
Tympanon Jaksy

Około 1120 roku komes Piotr Włostowic ufundował w tym miejscu opactwo benedyktyńskie św. Wincentego. Zespół klasztorny jako główną swą świątynię miał kościół pod wezwaniem Marii Panny i św. Wincentego (później św. Wincentego). W roku 1139 benedyktyni otrzymali znajdującą się obok kaplicę św. Michała od ówczesnego biskupa wrocławskiego i włączyli ją w swój zespół klasztorny. Wkrótce, w II połowie XII wieku, benedyktynów zastąpili norbertanie (spór ostatecznie rozstrzygnął w 1193 arcybiskup gnieźnieński Piotr Łabędź), którzy znacznie rozbudowali zespół klasztorny. W 1529 protestancka rada miejska – pod naciskiem królewskiego podskarbiego, wrocławskiego wielmoży Heinricha Rybischa – zdecydowała o zburzeniu klasztoru (przyczyną miało być zagrożenie miasta ze strony Turków, którzy w znajdujących się poza fortyfikacjami miejskimi murach kościelnych mogliby znaleźć schronienie; Turcy jednak skierowali się na Wiedeń), a w ciągu następnego półwiecza zbudowano tu najpierw kościół drewniany, a potem murowany.
W latach 1862–1871 wybudowano kościół w obecnym kształcie według projektu Alexisa Langera w stylu akademickiego neogotyku. W czasie budowy nastąpiło zawalenie się wieży północnej – ukończono ją jako niższą. W wyniku katastrofy odsunięto Langera od prac budowlanych, a dokończenie świątyni powierzono Karlowi Lüdeckemu.
Kościół był pierwszą dużą świątynią katolicką zbudowaną we Wrocławiu od czasów wcielenia miasta do Prus i stanowił symbol oporu katolików przeciw kulturkampfowi.
W latach 1922–1933 do tego kościoła przychodziła modlić się mieszkająca przy pobliskiej ul. Nowowiejskiej Edyta Stein, później kanonizowana. Jej kaplica znajduje się dziś po lewej stronie kościoła. W czasie oblężenia Wrocławia pod koniec II wojny światowej kościół uległ tak znacznym zniszczeniom, że pierwotnie został przeznaczony do rozbiórki. W 1947 przekazany księżom salezjanom, którzy w ciągu następnych lat odbudowali go, założyli w sąsiedztwie swoje zgromadzenie zakonne, ustanowili w nim swą kaplicę zakonną oraz prowadzą w pobliżu Prywatne Gimnazjum Salezjańskie im. św. Edyty Stein. W latach 2002–2004 odbudowano kryty miedzią stromy dach nawy i transeptu w dawnej formie.

## Architektura i wnętrze
Kościół jest orientowany, murowany, z cegły maszynowej zbliżonej rozmiarami do średniowiecznej, z piaskowcowym detalem architektonicznym, Jest to bazylika z trzema nawami, pięcioprzęsłowa, założona na planie krzyża łacińskiego, o sklepieniach krzyżowo-żebrowych. Prezbiterium zamknięte wielobocznie, po obu stronach przyległe do niego, otwarte pięcioboczne kaplice. Transept pięcioprzęsłowy, zakończony był domkami portalowymi, zachowany jedynie południowy. Nawa poprzedzona trójprzęsłowym przedsionkiem z wieżami, ujętymi po bokach wielobocznymi kaplicami. Kościół opięty przyporami, okna ostrołukowe. W zachodniej elewacji są trzy portale z figuralnymi tympanonami, zwieńczone ażurowymi wimpergami. Wnętrze jest strzeliste, zdobione pierwotnie bogatą polichromią motywów roślinnych. Na wieży znajduje się obecnie jeden dzwon o tonie a’ z napędem ręcznym, używany jedynie dwa razy w roku. Na co dzień zastępują go dzwony elektroniczne. Przed II wojną światową na wieży wisiał jeszcze jeden dzwon.

## Tympanon Jaksy
Z dawnego kościoła św. Michała Archanioła pochodzi tympanon Jaksy, najstarszy zachowany w Polsce tympanon fundacyjny pochodzący z lat ok. 1160–1163. Umieszczono na nim Chrystusa Tronującego oraz po bokach Jaksę z żoną Agatą i księcia Bolesława Kędzierzawego z synem Leszkiem. Książę Bolesław trzyma w rękach model kościoła z napisem „Bitom” upamiętniając fundację przez niego kościoła na Wzgórzu św. Małgorzaty w Bytomiu. Zabytek znajduje się obecnie w Muzeum Architektury we Wrocławiu.